# Tu con chi fai l’amore
Tu con chi fai l’amore (tłum. Z kim się kochasz?) – singel włoskiego zespołu The Kolors, wydany 12 lutego 2025.
Kompozycja zajęła 14. miejsce w finale 75. Festiwalu Piosenki Włoskiej w San Remo (2025).

## Geneza utworu i historia wydania
Utwór napisali i skomponowali Davide „Tropico” Petrella i Edoardo „Calcutta” D'Erme oraz Antonio „Stash” Fiordispino i Stefano „Zef” Tognini, którzy odpowiadają również za produkcję piosenki. Zespół o singlu:

To nasz sposób na świętowanie momentów, w których instynkty nas kierują, a nie wzorce. Wszystko, co jest nieoczekiwane. To piosenka, która chce uczcić trochę te chwile, w których napędza instynkt, a nie rozumowanie i chce uczcić ten rodzaj beztroski, który czujesz w tych chwilach

Singel ukazał się w formacie digital download 12 lutego 2025 we Włoszech w dystrybucji Warner Music Italy.
11 lutego 2025 utwór został zaprezentowany telewidzom stacji Rai 1 podczas pierwszego wieczoru 75. Festiwalu Piosenki Włoskiej w San Remo, w którym znalazł się wśród 29 konkursowych propozycji. 15 lutego podczas piątego, finałowego wieczoru festiwalu propozycja zajęła 14. miejsce.

## Teledysk
Do utworu powstał teledysk w reżyserii Marca Lucasa, który udostępniono w dniu premiery singla za pośrednictwem serwisu YouTube.

## Lista utworów
- Digital download[3]

1. „Tu con chi fai l’amore” – 3:27

## Notowania
| Kraj   | Lista (2025) | Najwyższa pozycja |
| ------ | ------------ | ----------------- |
| Włochy | FIMI         | 6                 |